# Groß Wüstenfelde
Groß Wüstenfelde é um município da Alemanha, situado no distrito de Rostock, no estado de Mecklemburgo-Pomerânia Ocidental. Tem 26,61 km² de área, e sua população em 2019 foi estimada em 794 habitantes.